# Vialfrè
Vialfrè (Vialfrèj in piemontese, Jalfrèj in canavesano) è un comune italiano di 254 abitanti della città metropolitana di Torino in Piemonte.

## Storia

### Simboli
Lo stemma e il gonfalone sono stati concessi con decreto del presidente della Repubblica del 25 marzo 1998.
Nello stemma del comune è raffigurato un branco di lupi a simboleggiare la storica rivolta popolare, detta Tuchinaggio, avvenuta nel XIV secolo in Canavese e a cui prese parte attivamente la popolazione di Vialfrè. La parte inferiore dello scudo, le losanghe e il rosso pieno, è ripresa direttamente dal blasone dei conti di San Martino, che dominarono su Vialfrè in epoca medioevale e presero parte al violento scontro tra guelfi e ghibellini; i rombi alludono anche alla forma dei cristalli geologici, per rappresentare la collina su cui si trova il paese la quale fa parte del complesso geologico quaternario di origine glaciale dell'anfiteatro morenico di Ivrea, di cui la Serra d'Ivrea è l'elemento più conosciuto.
Il gonfalone è un drappo di giallo.

## Monumenti e luoghi d'interesse
- Chiesa parrocchiale dedicata ai Santi Pietro e Paolo
- Chiesa cimiteriale di San Pietro e campanile risalente all'XI secolo
- Sito di interesse comunitario (cod. IT1110047) Scarmagno - Torre Canavese (morena destra d'Ivrea), che comprende la parte occidentale del comune di Vialfrè ed in particolare una interessante area umida occupata da una torbiera[7]
- Area naturalistica di Pianezze, vicino al centro abitato e raggiungibile con un comodo sentiero

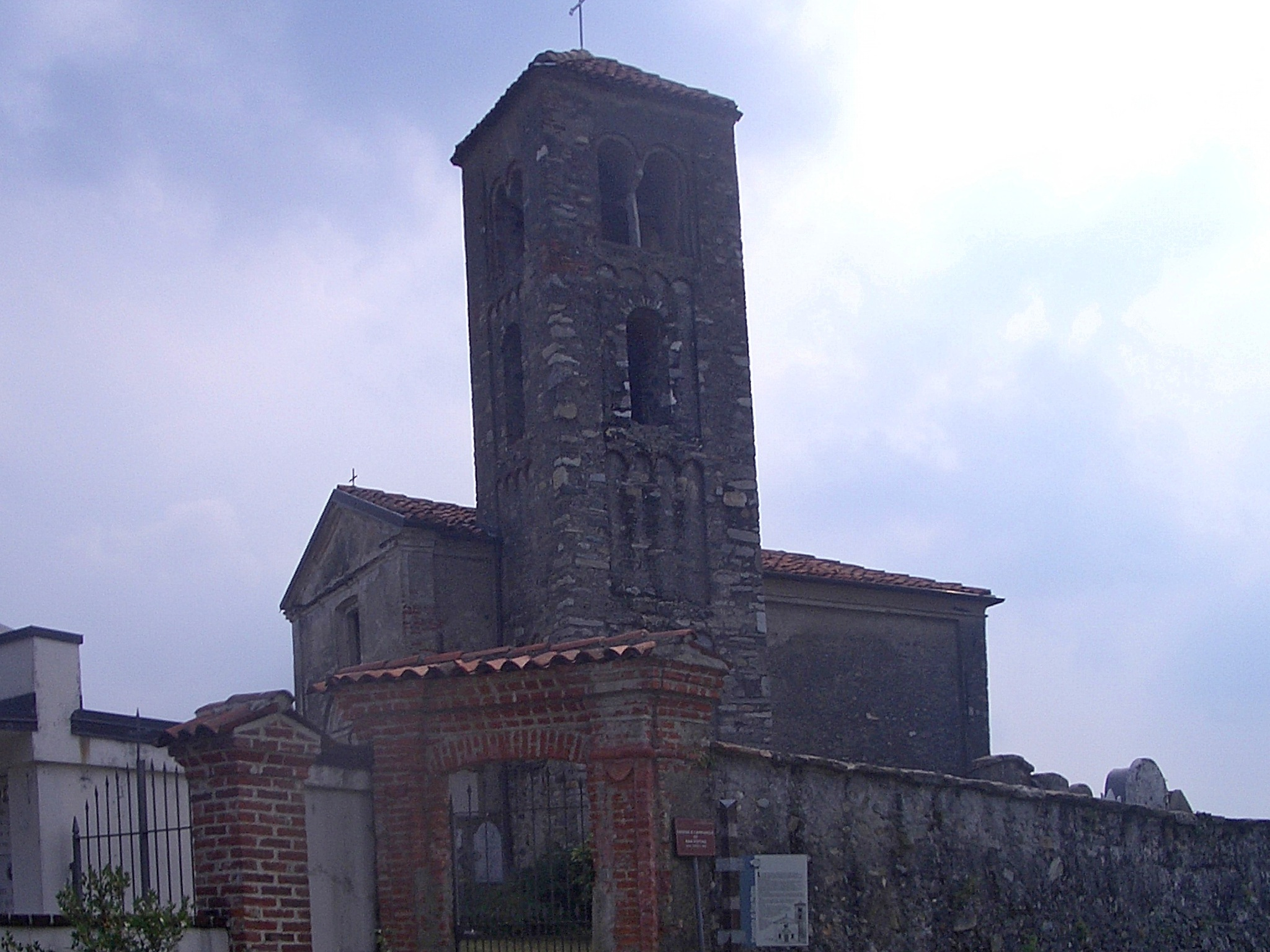
La chiesa cimiteriale di San Pietro
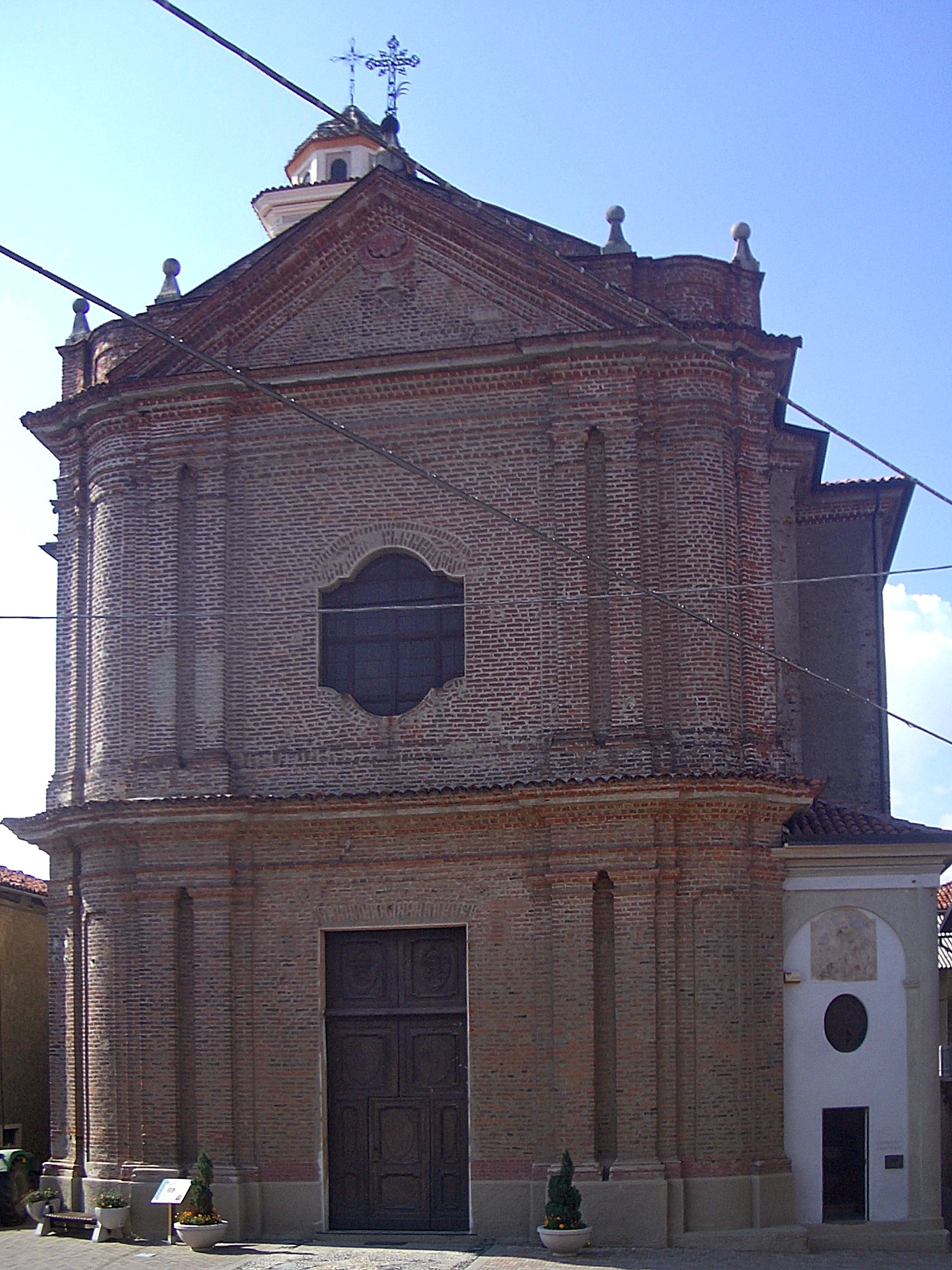
Parrocchiale dei Santi Pietro e Paolo
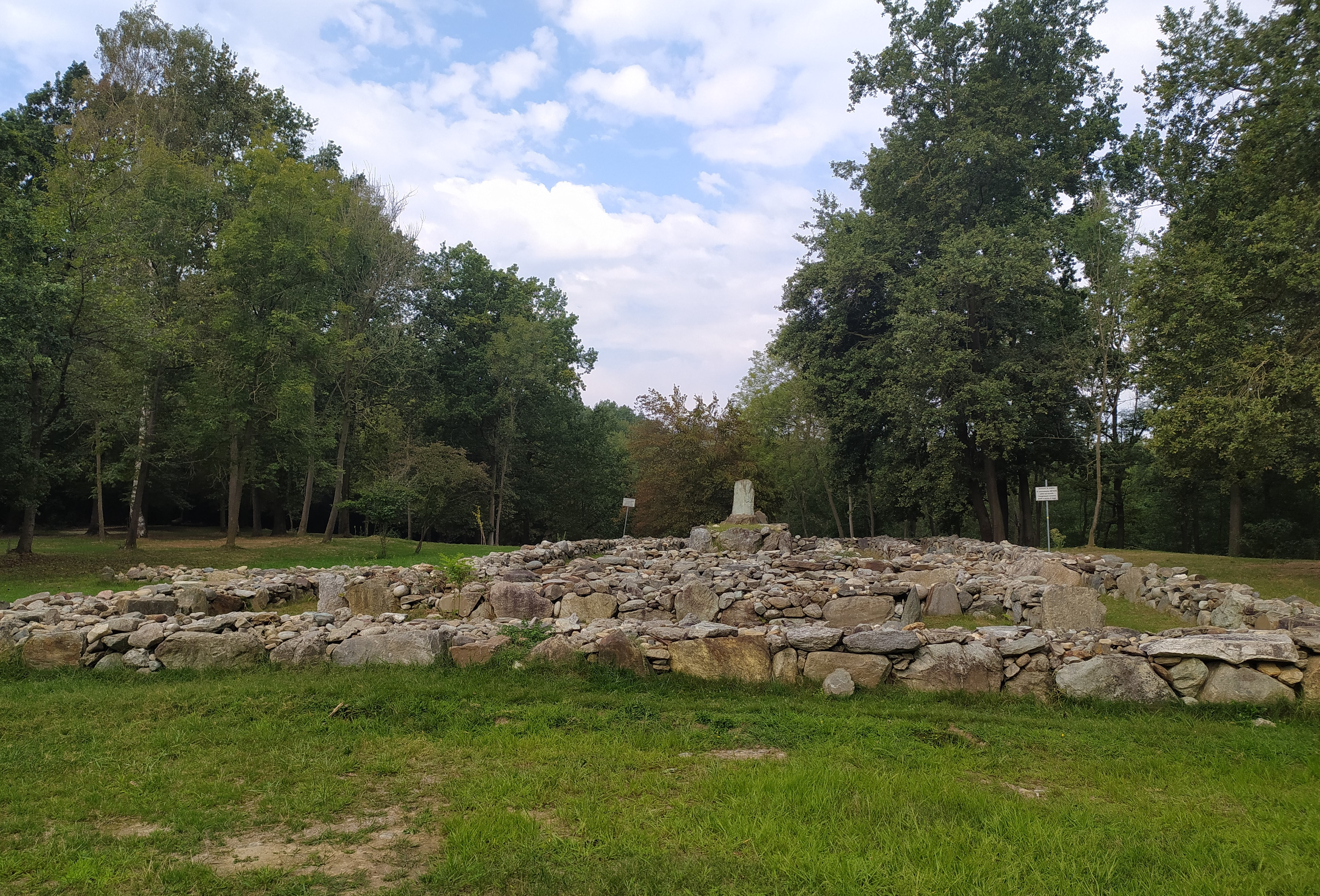
Area verde di Pianezze
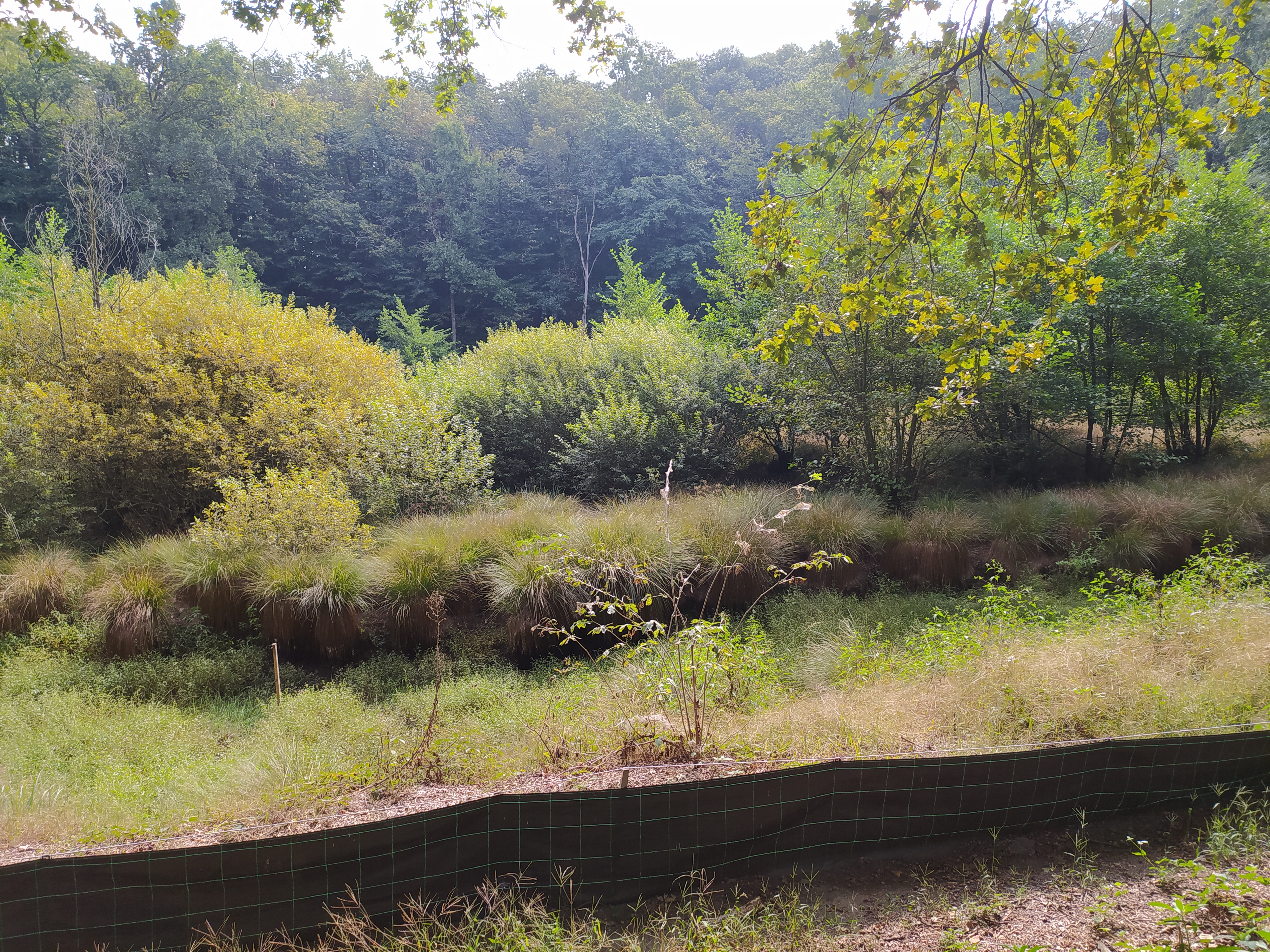
Torbiera del Paolett
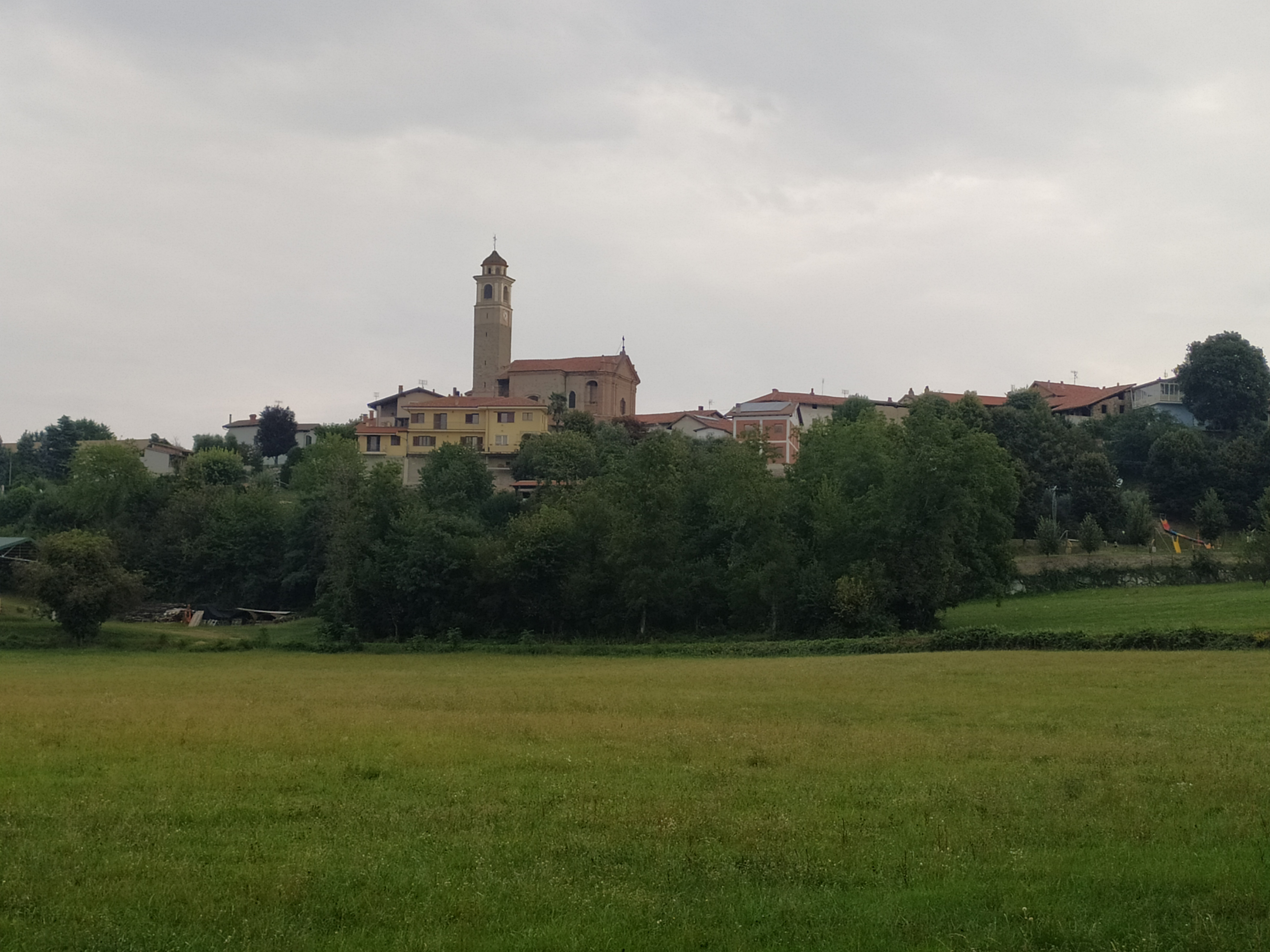
Veduta del paese

## Società

### Evoluzione demografica
Negli ultimi cento anni, la popolazione residente è dimezzata.
Abitanti censiti

## Cultura

### Eventi
Dal 2005 vi si tiene annualmente il Gran Bal Trad, manifestazione di respiro europeo dedicata alla musica e alla danza tradizionale.

Dal 2014 al 2022, si è tenuto alla fine del mese di luglio, l'Apolide Festival, quattro giorni di musica italiana e internazionale con possibilità di campeggio: nel 2023 la manifestazione, per problemi organizzativi, è stata spostata a Collegno.
Dal 1º al 13 agosto 2018 il comune ha ospitato nell'area naturalistica di Pianezze il Campo scout Nazionale 2018 "C'è Avventura" organizzato dall'Associazione Scout Laica CNGEI dove hanno partecipato circa 4600 scout provenienti da tutta Italia, da alcuni paesi stranieri ed ospiti come Don Ciotti e lo street artist Cibo.

## Amministrazione

Gonfalone civico

Di seguito è presentata una tabella relativa alle amministrazioni che si sono succedute in questo comune.
| Periodo        | Periodo        | Primo cittadino             | Partito                      | Carica  | Note  |
| -------------- | -------------- | --------------------------- | ---------------------------- | ------- | ----- |
| 13 giugno 1985 | 25 maggio 1990 | Giacomo Baratono            | lista civica                 | Sindaco | [ 9 ] |
| 25 maggio 1990 | 24 aprile 1995 | Giacomo Baratono            | lista civica                 | Sindaco | [ 9 ] |
| 24 aprile 1995 | 14 giugno 1999 | Pier Luigi Baratono         | centro-sinistra              | Sindaco | [ 9 ] |
| 14 giugno 1999 | 14 giugno 2004 | Pier Luigi Baratono         | lista civica                 | Sindaco | [ 9 ] |
| 14 giugno 2004 | 8 giugno 2009  | Giovanni Berno              | lista civica                 | Sindaco | [ 9 ] |
| 8 giugno 2009  | 26 maggio 2014 | Francesco Prato             | lista civica                 | Sindaco | [ 9 ] |
| 9 giugno 2014  | in carica      | Pietro Gianoglio Vercellino | lista civica: Vialfrè futura | Sindaco | [ 9 ] |